# Annamanum szetschuanicum
Annamanum szetschuanicum là một loài bọ cánh cứng trong họ Cerambycidae.